# Simon II. de Clermont
Simon II. de Clermont (* 1216 bezeugt; † 1. Februar 1286) war ab 1236 Herr von Ailly und ab 1241 Herr von Nesle. Er war der Sohn von Raoul I. de Clermont, Herr von Ailly, und Gertrude de Nesle.
Simon II. war der Großneffe von Raoul le Roux, Graf von Clermont-en-Beauvaisis und Connétable von Frankreich. Er gehörte zum engeren Beraterkreis König Ludwigs IX. und war vor allem mit Justizangelegenheiten betraut. Dabei soll er sich auch für eine „öffentliche Gerichtsbarkeit“ ausgesprochen haben. Als der König von 1270 bis 1271 den siebten Kreuzzug nach Tunis führte, war Simon zusammen mit Matthäus von Vendôme mit dem Titel „Lieutenant“ (Statthalter) Regent von Frankreich. 1283 war er einer der Zeugen im Kanonisierungsprozess für den König. Er gilt als der Erbauer des Hôtel de Nesle.
Simon II. nahm 1253 an der Schlacht bei Westkapelle teil, dem militärischen Höhepunkts des flämischen Erbfolgekriegs.
Er heiratete vor Februar 1242 Adele von Montfort († 28. März 1279), Tochter des Grafen Amalrich VII. von Montfort. Mit ihr hatte er acht Kinder, darunter:
- Raoul II. de Clermont, X 1302 in der Sporenschlacht, Connétable von Frankreich, Herr von Nesle, Vizegraf von Châteaudun
- Simon de Clermont, † 22. Dezember 1312, 1297–1301 Bischof von Noyon, 1301–1312 Bischof von Beauvais
- Amaury de Clermont, 1286–1315 bezeugt, geistlich
- Guy I. de Clermont, X 1302 in der Sporenschlacht, Marschall von Frankreich
- Philippa, † zwischen 20. Januar 1288 und 22. September 1295; ⚭ Ehevertrag Februar 1270, Robert VI. Bertrand, † vor 10. Mai 1308 (Haus Bastembourg)

## Fußnote
1. ↑  Guillaume de Saint-Pathus: Vie de Saint Louis S. 142

| Personendaten    | Personendaten         |
| ---------------- | --------------------- |
| NAME             | Simon II. de Clermont |
| KURZBESCHREIBUNG | französischer Adliger |
| GEBURTSDATUM     | 1216                  |
| STERBEDATUM      | 1. Februar 1286       |